# Кеслома
Кеслома — деревня в Лешуконском районе Архангельской области. Входит в состав Юромского сельского поселения (муниципальное образование «Юромское»).

## Географическое положение
Деревня расположена на правом берегу реки Мезень. Ближайший населённый пункт Юромского сельского поселения, деревня Палуга, расположен в 5,2 км к западу. Расстояние до административного центра сельского поселения, села Юрома, составляет 12 км, а до административного центра района, села Лешуконское, — 39 км.

## Население
Численность населения деревни, по данным Всероссийской переписи населения 2010 года, составляла 55 человек.
| Население                            | на 1 января 2010 года |
| ------------------------------------ | --------------------- |
| В возрасте до 16 лет                 | 12                    |
| Трудовые ресурсы (из них работающих) | 30 (21)               |
| Пенсионеры                           | 19                    |
| Всего                                | 66                    |
| Прибыло / выбыло (за год)            | 3 / 0                 |
| Родилось / умерло (за год)           | 0 / 1                 |

## Инфраструктура
Жилищный фонд деревни составляет 2,0 тыс. м², покинутые и пустующие дома — 20% от общей площади жилищного фонда. В число объектов социальной сферы, расположенных на территории населённого пункта на 1 января 2010 года, входит дом культуры.